# 花枝英樹
花枝 英樹（はなえだ ひでき、1947年 - ）は、日本の経営学者。専門は企業財務論。一橋大学名誉教授。日本経営財務研究学会会長、朝日工業取締役等も務める。

## 人物・経歴
東京都生まれ。1970年一橋大学商学部卒業。1972年一橋大学大学院商学研究科修士課程修了、商学修士。1976年一橋大学大学院商学研究科博士課程単位取得満期退学。指導教官は宮川公男。
1976年関東学院大学経済学部専任講師。同助教授を経て、1987年成城大学経済学部助教授。同教授を経て、1996年一橋大学商学部教授。2000年文部科学省大学設置・学校法人審議会専門委員。2006年公認会計士試験試験委員、文部科学省大学教育の国際化推進プログラム選定委員会委員。2009年日本学術振興会科学研究費委員会専門委員。2010年中央大学総合政策学部教授。2011年一橋大学名誉教授の称号を受ける。2014年国立大学法人一橋大学研究カウンシル委員。2016年日本経営財務研究学会会長、朝日工業社外取締役。
指導学生に野間幹晴一橋大学准教授など。

## 著書
- 『経営財務の理論と戦略』東洋経済新報社 1989年
- 『企業金融』（米澤康博、野間敏克と共著）東洋経済新報社 1992年
- 『金融デリバティブの研究―スワップを中心に―』（白鳥庄之助、村本孜、明石茂生と共著）同文舘 1996年
- 『株価指数入門』（宮川公男と共編著）東洋経済新報社 2002年
- 『戦略的企業財務論』東洋経済新報社 2002年
- 『企業財務入門』白桃書房 2005年
- 『資本調達・ペイアウト政策』（榊原茂樹と共編著）中央経済社 2009年
- 『現代経営入門』（高橋宏幸、丹沢安治、三浦俊彦と共著）有斐閣 2011年